# De montibus
Il De montibus, silvis, fontibus, lacubus, fluminibus, stagnis seu paludibus et de nominibus maris liber (conosciuto anche nella forma abbreviata De montibus) è un prontuario geografico per una miglior comprensione dei luoghi della letteratura greca e latina, realizzato da Giovanni Boccaccio durante la sua fase umanistica.

## Contenuto

### Struttura

#### Il prologo
Il prologo spiega le circostanze e il carattere dell'opera, composta per giovare a coloro che studiano i libri dei poeti illustri e le storie degli antichi. Questi studiosi, specie se principianti, sono in difficoltà rispetto al senso integro della lezione (integer lectionis sensus), specie dei vocaboli geografici, e non colgono il sensus historialis, cioè il senso letterale del termine.

#### Le sezioni centrali
Boccaccio censisce, in ordine alfabetico, 559 monti, 40 selve, 122 fonti, 97 laghi, 934 fiumi, 67 stagni e paludi, 115 nomi del mare. Ogni sezione ha un "prologhetto" che si conclude con una preghiera a Dio, che è chiamato ad aiutare l'autore nella composizione dell'opera.

#### Epilogo
L'epilogo riveste una funzione molto importante, perché mette in luce le difficoltà tecniche che Boccaccio ha dovuto affrontare. Boccaccio, infatti, dice che nella sua opera ci sono due tipi di errori: 
1. I primi sono legati agli auctores stessi: gli antichi autori del mondo classico, infatti, possono essersi sbagliati nel tramandare le informazioni[9].
2. I secondi, più gravi e numerosi, sono stati commessi dagli scriptores (i copisti), che hanno trascritto le opere degli antichi sbagliando la trascrizione dei nomi geografici, lasciando così ai posteri forme etimologiche sbagliate, le quali a loro volta non permettono una corretta ricerca da parte degli studiosi[10].

Infine Boccaccio, dimostrando una grande onesta e umiltà intellettuale, invita i lettori a migliorare la sua opera, qualora si accorgessero di eventuali errori da lui compiuti o ci fossero delle nuove scoperte che possano evidenziare errori o mancanze.

## Datazione
Come per la Genealogia, anche per il De Montibus non abbiamo dati certi sulla composizione. Certamente la sua stesura è posteriore al 1355, giacché Boccaccio utilizzò le fonti storiografiche in possesso di Petrarca, vale a dire il codice di Plinio il Vecchio inviato al Certaldese nel 1355, comprendente anche i geografi minori Pomponio Mela e Vibio Sequestre. Successivamente, in seguito al sodalizio con Leonzio Pilato, Boccaccio poté inserire anche i nomi greci tratti dall'Iliade di Omero e dallo Pseudo-Aristotele. Filologicamente, ci sono giunti due codici dell'opera: la Redazione A, che oscilla tra il 1357 e il 1360; e la Redazione B, databile intorno al 1373, cosa che ci permette di constatare come il Certaldese lavorò al prontuario geografico fino alla morte.

## Fonti
Boccaccio attinse ad una serie di autori che conobbe grazie al Petrarca e alla testimonianza orale di Leonzio Pilato.
1. Vibio Sequestre[15]. Dal De fluminibus di questo geografo latino minore, Boccaccio prende spunto per il titolo del suo prontuario geografico, cambiandone però l'ordine delle parole perché sia ordinato secondo un senso più logico[16]. Il De fluminibus è un'opera che elenca i luoghi geografici partendo dai fiumi, per parlare poi di fonti, stagni, mari e popoli citati da Virgilio, Lucano, Silio Italico e Ovidio[17]. È un'opera molto scarna, dove le località sono esposte in ordine alfabetico e, di fianco al lemma, c'è la definizione/spiegazione. Vibio Sequestre è un autore assolutamente nuovo nel panorama culturale medievale: scoperto da Petrarca ad Avignone insieme a Pomponio Mela (Vat. Latino 5329)[18], Boccaccio conobbe Vibio dopo l'invio di tale codice nel 1355.
2. Pomponio Mela, con la sua De coreographia[15].
3. Plinio il Vecchio[15], autore fondamentale per la sua monumentale Naturalis Historia. In tale enciclopedia della natura, che Boccaccio ebbe in dono sempre dal Petrarca nel loro incontro milanese del 1359, il Certaldese usò i toponimi stabiliti da Petrarca nelle note a margine nel suo codice[19].

## La fortuna
Non possediamo il codice autografo di Boccaccio, ed è l'unica opera latina che non compare nella "parva libreria" di Santo Spirito del 1451. La fortuna del De Montibus (ma anche della Genealogia, che si era conclusa con la stessa dicitura) è durata fino al '700 in Italia perché era la massima enciclopedia per la comprensione del mondo classico. Vittore Branca ne ha recensito 64 testimoni, numero che sottolinea l'importanza dell'opera presso i primi umanisti.